# العلاقات الليختنشتانية المولدوفية
العلاقات الليختنشتانية المولدوفية هي العلاقات الثنائية التي تجمع بين ليختنشتاين ومولدوفا.

## مقارنة بين البلدين
هذه مقارنة عامة ومرجعية للدولتين:
| وجه المقارنة                                              | ليختنشتاين                                 | مولدوفا                           |
| --------------------------------------------------------- | ------------------------------------------ | --------------------------------- |
| المساحة (كم2)                                             | 16                                         | 33.85 ألف                         |
| عدد السكان (نسمة)                                         | 37.47 ألف                                  | 2.55 مليون                        |
| الكثافة السكانية (ن./كم²)                                 | 234.19 ألف                                 | 75.33                             |
| العاصمة                                                   | فادوتس                                     | كيشيناو                           |
| اللغة الرسمية                                             | اللغة الألمانية                            | اللغة المولدوفية، اللغة الرومانية |
| العملة                                                    | فرنك سويسري                                | ليو مولدوفي                       |
| الناتج المحلي الإجمالي (بليون دولار)                      | 6.29 مليار                                 | 8.13 مليار                        |
| الناتج المحلي الإجمالي (تعادل القوة الشرائية) بليون دولار |                                            | 17.94 مليار                       |
| الناتج المحلي الإجمالي الاسمي للفرد دولار أمريكي          |                                            | 3.65 ألف                          |
| الناتج المحلي الإجمالي للفرد دولار أمريكي                 |                                            | 4.98 ألف                          |
| مؤشر التنمية البشرية                                      | 0.908                                      | 0.693                             |
| رمز المكالمات الدولي                                      | +423                                       | +373                              |
| رمز الإنترنت                                              | .li                                        | .md                               |
| المنطقة الزمنية                                           | توقيت وسط أوروبا، ت ع م+01:00، ت ع م+02:00 | ت ع م+02:00، ت ع م+03:00          |

## منظمات دولية مشتركة
يشترك البلدان في عضوية مجموعة من المنظمات الدولية، منها:
| علم المنظمة | اسم المنظمة                    | تاريخ انضمام ليختنشتاين | تاريخ انضمام مولدوفا |
| ----------- | ------------------------------ | ----------------------- | -------------------- |
|             | الاتحاد البريدي العالمي        | ?                       | ?                    |
|             | منظمة حظر الأسلحة الكيميائية   | ?                       | ?                    |
|             | منظمة التجارة العالمية         | ?                       | ?                    |
|             | الأمم المتحدة                  | 18 سبتمبر 1990          | 2 مارس 1992          |
|             | منظمة الشرطة الجنائية الدولية  | ?                       | ?                    |
|             | الاتحاد الدولي للاتصالات       | 25 يوليو 1963           | 20 أكتوبر 1992       |
|             | مجلس أوروبا                    | ?                       | ?                    |
|             | منظمة الأمن والتعاون في أوروبا | 25 يونيو 1973           | 30 يناير 1992        |

## وصلات خارجية
- موقع وزارة الخارجية المولدوفية